# Боццоле
Боццоле (італ. Bozzole, п'єм. Bòssli) — муніципалітет в Італії, у регіоні П'ємонт,  провінція Алессандрія.
Боццоле розташоване на відстані близько 480 км на північний захід від Рима, 75 км на схід від Турина, 18 км на північ від Алессандрії.
Населення — 324 особи (2014).
Щорічний фестиваль відбувається 17 листопада. 

## Демографія
Населення за роками:

Станом на 1 січня 2023 року в муніципалітеті офіційно проживали 53 іноземці з 16 країн, серед них 9 громадян країн Євросоюзу.

## Сусідні муніципалітети
- Помаро-Монферрато
- Сартірана-Ломелліна
- Торре-Беретті-е-Кастелларо
- Валенца
- Вальмакка